# Vodní elektrárna Imst
Vodní průtoková elektrárna Imst se nachází v obci Imsterberg v okrese Landeck ve spolkové zemi Tyrolsko v Rakousku. Elektrárna je zásobována vodou z vodního přivaděče (tlakový tunel) 12,3 km dlouhého se spádovým rozdílem 143,5 m z řeky Inn. Výstavba elektrárny byla provedena v letech 1953–1956.

## Popis
Řeka Inn v okrese Landeck obtéká na západě velikým obloukem masív Venet. Elektrárna využívá přirozený gradient řeky Inn mezi obcemi Prutz a Imst. Nedaleko mostu Pontlatzer v obci Prutz byl na řece Inn v km 357 postaven jez a vtok do tlakového tunelu. Ten byl ražen v délce 12,3 km pod horským masívem Venet až do vesnice Imsterau v obci Imsterberg. Řeka Inn mezitím obtéká horský masív v délce 26 km mezi vtokem v Prutzu a výtokem elektrárny v Imstu. Mimo vody z řeky Inn se využívá i voda řeky Pitze, která je v obci Wenns přehrazena, a její voda je vedlejším tunelem přiváděna do hlavního tlakového tunelu. Rozloha povodí, z níž je sbírána voda, činí 2 694 km² u řeky Inn a 298 km² u řeky Pitze.

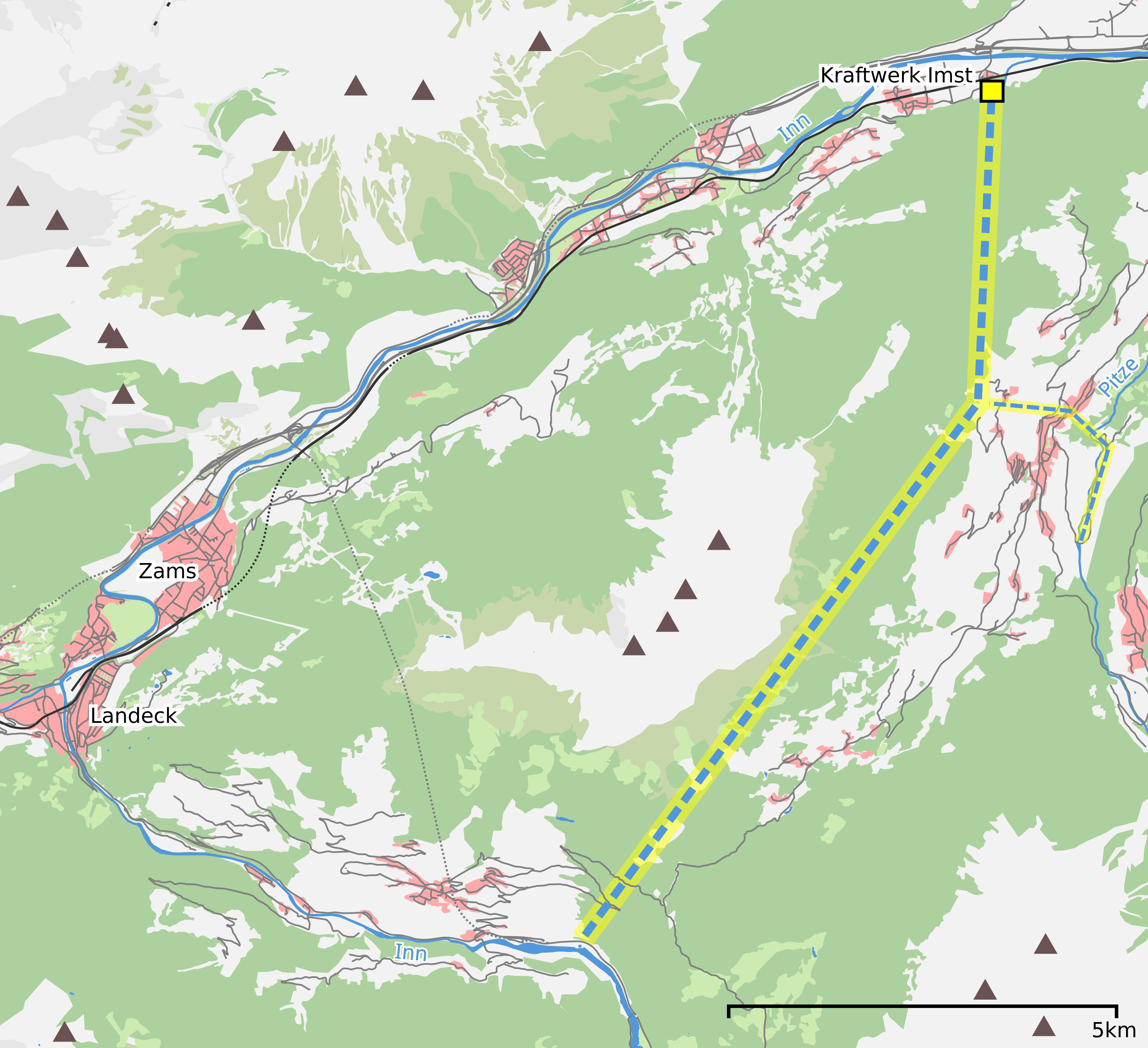
Tlakový tunel z Prutz do elektrárny Imst

Elektrárna s Francisovými turbínami je umístěna v kaverně v nadmořské výšce 715,4 m. Přivedená voda odtéká zpět do řeky Inn vodním tunelem a krátkým vodním kanálem, který protíná železniční trať Arlbergbahn. Elektrárna má výkon 89 megawattů a svou průměrnou roční produkcí 550 GWh pokrývá 10 % spotřeby elektrické energie v Tyrolsku.

### Vodní elektrárna Haiming-Imst
Do budoucna se plánuje propojení elektrárny Imst s elektrárnou Haiming–Imst 14 km dlouhým tlakovým tunelem se spádovým rozdílem 63 m. Použitá voda z elektrárny Imst by nevytékala hned do řeky Inn, ale pokračovala do elektrárny Haiming-Imst, to znamená, že by nebylo potřeba stavět další jez na řece Inn. Plánovaný výkon turbín by byl 43,5 MW a roční produkce 270 GWh.